# Oligembia mandibulata
Oligembia mandibulata is een insectensoort uit de familie Teratembiidae, die tot de orde webspinners (Embioptera) behoort. De soort komt voor in Panama.
Oligembia mandibulata is voor het eerst wetenschappelijk beschreven door Ross in 1992.